# 田村友顯
田村友顯（たむら ともあき）是戰国時代和安土桃山时代的武将。

## 經歷
作為田村隆顯之子誕生。
由於兄長清顯死後沒有兒子而引發繼承者的爭奪。天正12年（1584年）8月，與兄長和大内定綱交戰戰死。
這件事情過後正式起了田村氏的內分。但在伊達政宗的支持下由友顯之子・宗顯繼承田村家家督。